# Турбідіти туфові
Турбідіти туфові – різновид турбідітів, утворення каламутних потоків на основі вулканогенного матеріалу. Утворюють правильні пласти (від 0, 5 до 2-3 м). У нижній частині Т.т. грубо-, середньо- або дрібнозернисті, догори поступово переходять у більш тонкозернисті різновиди. В основі іноді присутній гравій і дрібна галька ефузивних порід, і зрідка вапняків. Для складу Т.т. характерні уламки вулканокластичних порід, що мають кристало-літокластичні, рідше кристало-літо-вітрокластичні або вітрокластичні структури. Матеріал, що складає г.п., не оброблений, хоча окремі літокласти і кристали несуть сліди скочування. Зв’язувальна маса складає від 10 до 30% загальної маси гірських порід. Утворена вторинними мінералами: хлоритом, кварцом, плагіоклазом, пренітом, лейкоксеном та інш. Кристало-літокластичні туфові турбідіти представлені як кислими, так і змішаними, і основними різновидами.